# Fondation Autonomia
La Fondation Autonomia, anciennement la Fondation hospitalière Sainte-Marie, crée et gère des établissements de santé pour répondre aux besoins spécifiques des enfants, des adultes en situation de handicap et des personnes âgées dépendantes.

## Historique
La Fondation Autonomia est le fruit d’une longue histoire : la fondation est issue de l'association française Anti-tuberculeuse qui avait fondé l’hôpital Sainte-Marie. En 2005, la Fondation est reconnue d'utilité publique par décret pris en Conseil d’État. 
En 2012, la Fondation obtient le statut de « Fondation abritante ».
En 2017, la Fondation hospitalière Sainte-Marie devient la Fondation Autonomia et transfère l’ensemble de ses établissements de santé à d’autres organismes dont Harmonie Services Mutualistes, devenue VYV 3, l’offre de soins du Groupe VYV.

## Mission
La Fondation hospitalière Sainte-Marie est une fondation d'utilité publique à but non lucratif.
Présente dans cinq départements en Île-de-France, la Fondation accompagne chaque année près de 11 000 personnes à domicile, en centre de rééducation, en hôpital et centre d’accueil de jour pour des personnes atteintes de la maladie d’Alzheimer, en établissement d'hébergement pour adultes, en structure d'accueil pour jeunes autistes et en maison de retraite médicalisée,.
Elle propose des services d’aide et de soins à domicile, un service de rééducation déficience sensorielle et un accompagnement à la parentalité des personnes handicapées,.
La Fondation, « engagée dans la prise en charge des personnes en situation de handicap à Paris, s'est équipée d'un serious game, un jeu vidéo nommé Iris&co qui propose à l'utilisateur de se mettre dans des situations vécues par les personnes déficientes visuelles, à travers une expérience immersive en 3D pour le joueur ».